# Шрайер, Отто
Отто Шрайер (нем. Otto Schreier; 3 марта 1901 г. Вена, Австрия — 2 июня 1929 г. Гамбург, Германия) — еврейско-австрийский математик, внес большой вклад в комбинаторную теорию групп и топологию групп Ли.

## Биография
Шрайер родился 3 марта 1901 года в Вене, в семье архитектора Теодора Шрайера (1873—1943) и его жена Анны (рожденной Турнау) (1878—1942). С 1920 года Отто учился в Венском университете и занимался у Вильгельма Виртингера, Филиппа Фуртвенглера, Ханса Хана, Курта Райдемайстера, Леопольда Вьеториса и Йозефа Лензе. В 1923 году он получил докторскую степень под руководством Филиппа Фуртвенглера, по теме «О расширении групп» (Über die Erweiterung von Gruppen). В 1926 году он закончил свою абилитацию у Эмиля Артина в Гамбургском университете (Die Untergruppen der freien Gruppe, Abhandlungen des Mathematischen Seminars der Universität Hamburg, Band 5, 1927, Seiten 172—179), где он ранее также читал лекции).
В 1928 году он стал профессором Ростокского университета. Он читал лекции в Гамбурге и Ростоке одновременно в течение зимнего семестра, но в декабре 1928 года заболел сепсисом, от которого умер шесть месяцев позже. Дочь Ирэн родилась через месяц после его смерти. Жена Эдит (урожденная Якоби) и дочь смогли бежать в Соединенные Штаты в январе 1939 года. Его дочь стала пианисткой и вышла замуж за американского математика Дана Скотт (1932 года рождения), с которым она познакомилась в Принстоне. Родители Отто Шрайера были убиты в концентрационном лагере Терезиенштадт во время Холокоста.

## Научная деятельность
Шрайер был введен в теорию групп Куртом Райдемейстером и впервые исследовал группы узлов в 1924 году после работы Макса Дена. Его самая известная работа — его диссертация о подгруппах свободных групп, в которой он обобщает результаты Райдемейстера о нормальных подгруппах. Он доказал, что сами подгруппы свободных групп свободны, обобщив теорему Якоба Нильсена (1921).
В 1928 году он улучшил теорему Джордана-Гёльдера. Вместе с Эмилем Артином он доказал теорему Артина-Шрайера, характеризующую вещественно замкнутые поля.
Гипотеза Шрайера теории групп утверждает, что группа внешних автоморфизмов любой конечной простой группы может быть разрешена (гипотеза следует из общепринятой классификационной теоремы конечных простых групп). Вместе с Эмануэлем Спернером он написал вводный учебник по линейной алгебре, который долгое время был хорошо известен в немецкоязычных странах.

## Значение теоремы Артина — Шрайера
По словам Ганса Цассенхауса:
Гениальная характеристика О. Шрайером и Артином формально реальных полей как полей, в которых −1 не является суммой квадратов, и последующий вывод о существовании алгебраического упорядочения таких полей положили начало дисциплине реальной алгебры. Действительно, Артин и его близкий друг и коллега Шрайер приступили к смелому и успешному построению моста между алгеброй и анализом. В свете теории Артина-Шрайера основная теорема алгебры действительно является алгебраической теоремой, поскольку она утверждает, что неприводимые многочлены только над вещественными замкнутыми полями могут быть линейными или квадратичными.

### Результаты и концепции имени Отто Шрайера
- Теорема Нильсена — Шрайера
- Уточняющая теорема Шрайера
- Теорема Артина — Шрайера
- Теория Артина-Шрайера
- Лемма Шрайера о подгруппах
- Алгоритм Шрайера-Симса
- Граф смежного класса Шрайера
- Гипотеза Шрайера
- Шрайер домен